# Vovk
Vovk je 115. najbolj pogost priimek v Sloveniji, ki ga je po podatkih Statističnega urada Republike Slovenije na dan 31. decembra 2007 uporabljalo 1.237 oseb, na dan 1. januarja 2011 pa 1.234 oseb ter je med vsemi priimki po pogostosti uporabe zavzel 113. mesto.
- Ana Marija Vovk (*1998), odbojkarica
- Ana Vovk Korže (*1967), geografinja, ddr., univ. profesorica, ekologinja
- Ana Vovk Pezdir (*1949), baletka, plesna pedagoginja, koreografka
- Anton Vovk (1900—1963), ljubljanski nadškof
- Aleš Vovk, častnik
- Aleš Vovk - Raay (*1984), pevec in producent
- Bogdan Vovk (1902—1988), agronom, pedolog, univerzitetni profesor
- Božo Vovk (*1933), igralec
- Branko Vovk, častnik
- Franc Vovk, župan Dolenjskih Toplic
- Gregor Vovk Petrovski (*1962), politolog, ekolog, gastronom, publicist
- Herman Vovk (1919—2001), agronom
- Irena Vovk (*1965), kemičarka
- Janez Vovk (1931—?), arhitekt in urbanist
- Joža Vovk (1911—1957), duhovnik in pisatelj
- Joža Vovk, biologinja, ihtiologinja
- Jože Vovk (1909—1998), duhovnik, prevajalec
- Marija "Duda" Vovk (*1931), arhitektka, urbanistka
- Marjetka Vovk (duo Maraaya) (*1984), pop-pevka
- Martina Vovk (*1976), umetnostna zgodovinarka, kustosinja
- Matej Vovk, operni pevec, tenorist
- Melita Vovk (1928—2020), slikarka, ilustratorka, scenografka, kostumografka
- Mira Vovk Avšič, tehniška bibliotekarka (dr. strojništva)
- Nick Vovk, humanitarni delavec (v Gazi)
- Robi Vovk, plavalec
- Samo Vovk, pevec, kitarist, producent; vodja različnih glasbenih zasedb
- Sašo Vovk, arhitekt
- Savo Vovk (1921—2000), agronom, gospodarstvenik in politični delavec
- Stanislav Vovk (*1945), novinar, urednik, časnikar, fotograf, organizator
- Taja Vovk van Gaal (*1955), muzeologinja, kuratorka (muzealka)
- Tara Vovk (*2000), plavalka
- Tomaž Vovk (*1972), farmacevt, prof. FFA
- Tomaž Vovk, arhitekt
- Urban Vovk (*1971), literarni kritik, urednik
- Viktor Vovk (1893—1968), pravnik in planinski pisec, toponomast...
- Vinko Vovk (1919—1970), matematik, šolnik, ekonomist in podjetnik